# 張文新
張文新 （英語：Cheung Man Sun，1953年10月29日—），前香港電台助理廣播處長（電台及節目策劃）。其妻是香港電台節目主持人車淑梅。

## 背景
張文新為庶出兒子，早年在新界上水天平山長大，有七兄弟姊妹（其中兩個未能長大成人，對下有四名弟妹），父親由軍人轉任農夫。母親在他十一歲時因葡萄胎引致癌症病變逝世。張童年時會幫助父親把收割好的蔬菜送到石湖墟予買手挑選。畢業於上水惠州公立學校（1966年仁社）及聖保羅書院，在讀後者時與香港英語教育作家、時事評論家古德明為同班同學。其入讀小學時期曾經留班，中學時期曾入選校內聖詩班，1973年中七預科畢業前，在香港高級程度會考中文科取得C級等第。之後未有如期升讀大學，在一間毛衫工廠做兼職（自中學階段已開始）。
他其後從電台廣播得知香港電台招聘記者，未幾經公開招聘，於1973年10月考入香港電台由歐陽義德和楊瑞生帶領的公共事務組，任職記者及節目助理兩至三年。期間自1975年到1980年代初為生計轉職人民入境事務處任入境事務主任（1980年代任職任電台職員），負責過蓋印章事務，與黎棟國曾為同事。同時兼職身份服務香港電台。直至1975年基於朱培慶邀請而轉職至節目部，與朱氏、吳錫輝、陳任等共同創作青年人節目《青春交響曲》，從此張文新成為唱片騎師，1974年在《新天地》節目中專播中文歌，並開創香港中文時代流行曲先河，他成就的《中文歌曲龍虎榜》及《十大中文金曲》，影響香港本地樂壇潮流。前者參照美國American Top 40電台節目而產生，後者參考格林美獎而成。其後香港流行樂壇四大天王的美號也是由他所創。此前在1970年代主持電台節目《奥林匹克廣場》時與吳錫輝、何鑑江等人創辦「十大足球明星足球先生選舉」。
1983年，時任香港電台第二台節目主任的張文新與香港電台第一台總監邵盧善被派到英國廣播公司受訓三個月，從此成就順利由唱片騎師進升為港台管理層，1987年升任香港電台第二台台長，雖然面對俞琤回巢香港商業電台，再加上新城電台在1989年啟播，但香港電台第二台依然在他領導下保持強勁收聽率。在1993年成為港台中文台台長。香港主權移交之後，張文新完成美國康奈爾大學高層管理者培訓與發展、中國清華大學中國研究、國家行政學院及外交學院管理課程；2000年升任港台電視部助理廣播處長，主張港台跟中國內地積極合作，同時力挺港台編輯自主、提供公營廣播服務。2009年度，香港電台電視部於《電視欣賞指數調查最佳節目頒獎禮》奪十二大獎，商務及經濟發展局局長劉吳惠蘭亦加以讚許。2014-2015年，張文新先後接受高志森電視訪問及出席顧嘉輝榮休電視特輯。
張文新於2013年退休後，積極投入義工及社會服務，先後出任香港骨髓捐贈基金董事會成員、新界東地域童軍名譽會長、香港天文台策略諮詢委員會成員、寰宇希望親善大使。2014年12月，張文新更協助策劃香港首個寰宇希望千個聖誕老人慈善跑。

## 家庭生活
張文新於1983年與在香港電台結識的女同事車淑梅在大埔婚姻註冊處註冊夫妻。二人婚後有一子一女。長子畢業於美國費城賓夕凡尼亞大學，修讀經濟學及心理學。二女則畢業於美國麻省理工學院。

## 其他資料
2007年10月18日，張文新在沙田大圍富健街近仁安醫院發生交通意外，送入威爾斯親王醫院，未能通過酒精測試。

## 電台節目主持
- 《青春交響曲》
- 《新天地》
- 《奥林匹克廣場》
- 《新哥新歌》
- 《鬥打鬥答星期天》